# Mohrycia
Mohrycia (ukr. Могриця) – wieś na Ukrainie, w obwodzie sumskim, w rejonie sumskim, w hromadzie Junakiwka. W 2023 liczyła 670 mieszkańców, 670 wskazało jako ojczysty język ukraiński.